# Qais Ashfaq
Qais Ashfaq (* 10. März 1993 in Leeds) ist ein englischer Boxer im Bantamgewicht.

## Karriere
2012 wurde Ashfaq im Federgewicht (bis 57 kg) erstmals Englischer und später im Jahr dann auch Britischer Meister. Bei den U22-Europameisterschaften im selben Jahr startete er nach einer Gewichtsklassenreform der AIBA im Bantamgewicht (bis 56 kg), kommt jedoch nicht über das Achtelfinale hinaus. 
2014 wurde Ashfaq wiederum englischer Meister und startete als solcher bei den Commonwealth Games in Glasgow im selben Jahr. Hier erreichte er nach Siegen, u. a. im Halbfinale über den Olympiateilnehmer Benson Gicharu aus Kenia (3:0), das Finale, in welchem er Michael Conlan, Irland (3:0), unterlag. Mit dieser ersten internationalen Medaille trat Ashfaq 2015 bei den 1. Europaspielen in Baku an und konnte nach Siegen u. a. über Selçuk Eker, Türkei (2:1), und einer Halbfinalniederlage gegen Dsmitryj Assanau, Belarus (3:0), eine Bronzemedaille erkämpfen. Bei den Europameisterschaften in Samokow im selben Jahr bestätigte er mit dem Gewinn der Silbermedaille hinter Michael Conlan diesen Erfolg und qualifizierte sich zusätzlich für die Weltmeisterschaften in Doha. Dort verlor er jedoch seinen Vorrundenkampf gegen Bachtowar Nasirow.
Bei den Olympischen Spielen 2016 schied er in der Vorrunde gegen Chatchai Butdee aus.

### World Series of Boxing
In der Saison 2015 kämpfte Ashfaq vier Mal für die British Lionhearts in der World Series of Boxing und gewann davon zwei Kämpfe. 

### Sonstige Erfolge
- 2014; 3. Platz beim Chemiepokal in Halle, Deutschland.

- 2013; 1. Platz beim Tammer Turnier in Tampere, Finnland. Einziger englischer Sieger des Turniers.

- 2013; 1. Platz beim Golden Gong Turnier in Skopje, Mazedonien. Er schlug dabei im Finale den Schotten Stephen Tiffney.

- 2011; 1. Platz bei den Commonwealth-Jugendspielen in Douglas, Isle of Man.

- 2011; 1. Platz bei der Britischen Jugendmeisterschaft in Motherwell, Schottland.

- 2011; 1. Platz bei der Englischen Juniorenmeisterschaft in Rochester, England.

- 2010; 1. Platz bei der Britischen Jugendmeisterschaft in Cardiff, Wales.

- 2009; 1. Platz bei der Britischen Juniorenmeisterschaft in Edinburgh, Schottland.